# Гавайские цветочницы
Гавайские цветочницы (лат. Drepanidini) — триба воробьиных птиц из подсемейства щеглиных семейства вьюрковых. Ранее рассматривались в ранге семейства Drepanididae либо подсемейства Drepanidinae.
Длина тела 11—21 см. Окраска оперения необычайно разнообразна, и многие виды имеют оперение красного, зелёного или жёлтого тонов. Есть чёрные, есть серые и оливковых тонов виды. Самки от самцов у одних видов отличаются, у других нет. Типы клювов также разнообразны. Всем гавайским цветочницам свойствен мускусный запах.
Гавайские цветочницы — замечательный пример адаптивной радиации в пределах одного семейства: в соответствии с основной пищей (нектаром и пыльцой цветов, насекомыми или семенами) у одних видов гавайских цветочниц клюв тонкий, изогнутый, у других — шиловидный, у третьих — массивный, как у попугаев. Держатся на деревьях и кустарниках.
Когда-то гавайские цветочницы обитали всюду в лесах на Гавайях. Теперь они встречаются только в горах не ниже 900 м над уровнем моря во влажных лесах или в сухих лесах на высотах около 2000 м. Некоторые виды питаются нектаром. Считается, что общий предок гавайских цветочниц был американским вьюрком.
Распространены только на Гавайских островах.
Известно 22 вида. Из них 8 видов вымерло, 8 находятся на грани исчезновения, а остальные 6 тоже довольно редки. До сих пор существует менее половины ранее существовавших на Гавайях видов цветочниц. Угрозами для видов являются потеря среды обитания, птичья малярия, хищничество со стороны не местных млекопитающих и конкуренция со стороны не местных видов птиц.

## Классификация
Гавайские цветочницы разными экспертами выделялись либо в самостоятельное семейство Drepanididae, либо включались в семейство вьюрковых в качестве подсемейства Drepanidinae, хотя также отмечалось и сходство анатомического строения со щеглиными. В результате нескольких недавних исследований внутри семейства вьюрковых, было выделено три подсемейства внутри вьюрковых, а гавайских цветочниц включили в подсемейство щеглиных как трибу.
К гавайским цветочницам относятся около 20 современных видов, принадлежащих примерно 10 родам. Таксономическое положение некоторых видов спорно, поэтому в разной литературе они могут называться по-разному и относиться к разным родам.
- Род Akialoa Olson & James, 1995[5]
  - † Akialoa ellisiana (G. R. Gray, 1860) — Большая акилоа[7]
  - † Akialoa lanaiensis (Rothschild, 1893)
  - † Akialoa stejnegeri (S. B. Wilson, 1889)
  - † Akialoa obscura (J. F. Gmelin, 1788) — Малая акилоа[7]
- Род † Chloridops S. B. Wilson, 1888[5][8]
  - † Chloridops kona S. B. Wilson, 1888 — Большеклювая вьюрковая цветочница, или дубонос кона[9]
  - † Chloridops regiskongi James & Olson, 1991
  - † Chloridops wahi James & Olson, 1991
- Род Chlorodrepanis Perkins, 1899[5][6]
  - Chlorodrepanis flava, syn. Hemignathus flavus (A. Bloxam, 1827)
  - Chlorodrepanis stejnegeri, syn. Hemignathus stejnegeri (S. B. Wilson, 1890) — Светлая гавайская серпоклювка, или светлая акиалоа
  - Chlorodrepanis virens, syn. Hemignathus virens (J. F. Gmelin, 1788) — Зелёная гавайская древесница, или зелёная амакихи
- Род † Ciridops A. Newton, 1892 — Пальмовые гавайские цветочницы[5][8]
  - † Ciridops anna (Dole, 1878) — Пальмовая гавайская цветочница, или ула-аи-хаване
  - † Ciridops tenax Storrs L. Olson, 1991
- Род Drepanis Temminck, 1820 — Цветочницы-мамо
  - Drepanis coccinea[5][6], syn. Vestiaria coccinea (G. Forster, 1780) — Чёрно-алая гавайская цветочница, или иви
  - † Drepanis funerea A. Newton, 1894 — Чёрная цветочница-мамо
  - † Drepanis pacifica (J. F. Gmelin, 1788) — Жёлтогузая цветочница-мамо
- Род † Dysmorodrepanis Perkins, 1919[5][8]
  - † Dysmorodrepanis munroi Perkins, 1919 — Вьюрковая гавайская цветочница Мунро, или крючкоклюв Ланаи[10]
- Род Hemignathus M. H. K. Lichtenstein, 1839 — Гавайские серпоклювки
  - Hemignathus affinis Rothschild, 1893
  - † Hemignathus lucidus M. H. K. Lichtenstein, 1839 — Желтогорлая гавайская серпоклювка, или нукупуу
  - Hemignathus hanapepe S. B. Wilson, 1889
  - Hemignathus wilsoni (Rothschild, 1893) — Насекомоядная гавайская серпоклювка, или акиаполау[7]
- Род Himatione Cabanis, 1850 — Огненные гавайские цветочницы, или апапане
  - † Himatione fraithii Rothschild, 1892 — Лайсанская гавайская цветочница[7]
  - Himatione sanguinea (J. F. Gmelin, 1788) — Огненная гавайская цветочница, или апапане
- Род Loxioides Oustalet, 1877 — Вьюрковые цветочницы
  - Loxioides bailleui Oustalet, 1877
  - † Loxioides kikuichi James & Olson, 2006
- Род Loxops Cabanis, 1847 — Гавайские древесницы
  - Loxops caeruleirostris (S. B. Wilson, 1890)
  - Loxops coccineus (J. F. Gmelin, 1789)
  - Loxops mana, syn. Oreomystis mana, Himatione mana, Manucerthia mana (S. B. Wilson,  1891) — Гавайская цветочница
  - Loxops ochraceus Rothschild, 1893
  - Loxops wolstenholmei Rothschild, 1893
- Род Magumma Mathews, 1925[5][6]
  - Magumma parva (Stejneger, 1887) — Малая гавайская древесница, или малая амакихи
- Род † Melamprosops Casey & J. D. Jacobi, 1974 — Чернолицые гавайские цветочницы, или пооли
  - † Melamprosops phaeosoma Casey & J. D. Jacobi, 1974 — Чернолицая гавайская цветочница, или пооли
- Род Oreomystis syn. Oreomyza Stejneger, 1903
  - Oreomystis bairdi (Stejneger, 1887) — Акикики
- Род Palmeria Rothschild, 1893 — Хохлатые гавайские цветочницы
  - Palmeria dolei (S. B. Wilson, 1891) — Хохлатая гавайская цветочница, или акохекохе[10]
- Род Paroreomyza Perkins, 1901
  - † Paroreomyza flammea (S. B. Wilson, 1890) — Какавахие, или красная гавайская древесница
  - Paroreomyza maculata (Cabanis, 1850) — Оаху Алауахио
  - Paroreomyza montana (S. B. Wilson, 1890) — Мауи Алауахио
- Род Pseudonestor Rothschild, 1893 — Крючкоклювые гавайские вьюрки, или попугаеклювы
  - Pseudonestor xanthophrys Rothschild, 1893 — Крючкоклювый гавайский вьюрок
- Род † Psittirostra Temminck, 1820 — Попугайные цветочницы
  - † Psittirostra psittacea (J. F. Gmelin, 1789) — Попугайная цветочница, или оу[9]
- Род † Rhodacanthis Rothschild, 1892[5][8]
  - † Rhodacanthis flaviceps Rothschild, 1892 — Желтоголовая вьюрковая цветочница, или малый вьюрок-коа[9]
  - † Rhodacanthis forfex James & Olson, 2005 — Остроклювая вьюрковая цветочница
  - † Rhodacanthis litotes James & Olson, 2005 — Первобытная вьюрковая цветочница
  - † Rhodacanthis palmeri Rothschild, 1892 — Оранжевогрудая вьюрковая цветочница, или большой вьюрок-коа[9]
- Род Telespiza S. B. Wilson, 1890
  - Telespiza cantans S. B. Wilson, 1890 — Лайсанская вьюрковая цветочница, или лайсанский вьюрок
  - Telespiza ultima Bryan, 1917 — Вьюрок Нихоа[11]
- Род † Viridonia Rothschild, 1892
  - † Viridonia sagittirostris Rothschild, 1892 — Большая гавайская древесница, или большая амакихи

| Вымершие виды | Виды, находящиеся под угрозой исчезновения |  |
| - Большая акилоа (Akialoa ellisiana) (Уничтожен западной колонизацией) - (Akialoa lanaiensis) (Уничтожен западной колонизацией) - (Akialoa stejnegeri) (Уничтожен западной колонизацией) - Малая акилоа (Akialoa obscura) (Уничтожен западной колонизацией) - Большеклювая вьюрковая цветочница (Chloridops kona) (Уничтожен западной колонизацией) - (Chloridops regiskongi) (Уничтожен полинезийской колонизацией) - (Chloridops wahi) (Уничтожен полинезийской колонизацией) - Пальмовая гавайская цветочница (Ciridops anna) (Уничтожен западной колонизацией) - (Ciridops tenax) (Уничтожен полинезийской колонизацией) - Чёрная цветочница-мамо (Drepanis funerea) (Уничтожен западной колонизацией) - Жёлтогузая цветочница-мамо (Drepanis pacifica) (Уничтожен западной колонизацией) - Вьюрковая гавайская цветочница Мунро (Dysmorodrepanis munroi) (Уничтожен западной колонизацией) - Желтогорлая гавайская серпоклювка (Hemignathus lucidus) (Уничтожен западной колонизацией) - Лайсанская гавайская цветочница (Himatione fraithii) (Уничтожен западной колонизацией) - (Loxioides kikuichi) (Уничтожен полинезийской колонизацией) - (Loxops wolstenholmei) (Уничтожен западной колонизацией) - Какавахие (Paroreomyza flammea) (Уничтожен западной колонизацией) - (Paroreomyza montana montana) (Уничтожен западной колонизацией) - Желтоголовая вьюрковая цветочница (Rhodacanthis flaviceps) (Уничтожен западной колонизацией) - Остроклювая вьюрковая цветочница (Rhodacanthis forfex) (Уничтожен полинезийской колонизацией) - Первобытная вьюрковая цветочница (Rhodacanthis litotes) (Уничтожен полинезийской колонизацией) - Оранжевогрудая вьюрковая цветочница (Rhodacanthis palmeri) - Большая гавайская древесница (Viridonia sagittirostris) | - (Hemignathus affinis) вероятно, вымерший - (Hemignathus hanapepe) вероятно, вымерший - Палила (Loxioides bailleui) - Loxops caeruleirostris (Loxops caeruleirostris) - Гавайская древесница-акепа (Loxops ochraceus) вероятно, вымерший - Чернолицая гавайская цветочница (Melamprosops phaeosoma) вероятно, вымерший - Акикики (Oreomystis bairdi) - Хохлатая гавайская цветочница (Palmeria dolei) - (Paroreomyza maculata) вероятно, вымерший - Крючкоклювый гавайский вьюрок (Pseudonestor xanthophrys) - Попугайная цветочница (Psittirostra psittacea) вероятно, вымерший - Вьюрок Нихоа (Telespiza ultima) |  |
| | |  |
| Вымирающие виды | Уязвимые виды |  |
| - Насекомоядная гавайская серпоклювка (Hemignathus wilsoni) - Loxops coccineus (Loxops coccineus) - Гавайская цветочница (Loxops mana) - (Paroreomyza montana newtoni) | - (Chlorodrepanis flava) - Chlorodrepanis stejnegeri (Chlorodrepanis stejnegeri) - Чёрно-алая гавайская цветочница (Drepanis coccinea) - Малая гавайская древесница (Magumma parva) - Лайсанская вьюрковая цветочница (Telespiza cantans) |  |
| | |  |
| Виды, близкие к уязвимому положению | Виды, вызывающие наименьшие опасения |  |
| | - Зелёная гавайская древесница (Chlorodrepanis virens) - Огненная гавайская цветочница (Himatione sanguinea) |  |

## Угрозы гавайских цветочниц
Цветочницам угрожают недавно завезённые хищники, конкуренция, паразитизм, разрушение среды обитания и инфекционные заболевания, включая переносимую комарами птичью малярию. Одним из последствий инвазии птиц является занесение птичьей малярии. Возбудитель в основном передаётся через самок комаров, которые передают болезнь, кусая восприимчивого индивидуума после укуса инфицированного индивида. Основной комар-переносчик (Culex quinquefasciatus) был завезён более чем за сто лет до патогена (Plasmodium r. capistranoae), главным хозяином которого был расписной перепел (Excalfactoria chinensis). Позднее на острова были завезены два других вида комаров: азиатский тигровый комар (Aedes albopictus) и бромелиевый комар (Wyeomyia mitchellii). Иммунная система цветочниц не подвергалась воздействию птичьей малярии с тех пор, как её общий предок существовал 4-5 миллионов лет назад. Таким образом, цветочницы не эволюционировали вместе с патогеном, чтобы выработать резистентность, как это сделали птицы на материке.
В 1970-х годах исследование лесных птиц на Гавайях показало, что местные птицы покинули леса средней или низкой высоты и были заменены экзотическими видами; однако конкуренция между ними и местными видами не была документально подтверждена. В то же время было установлено, что предельная высота над уровнем моря для малярии составляет примерно 1500 метров (4900 футов). Выше этого уровня комары-переносчики не могли существовать из-за низких температур. Из-за малярии особо восприимчивые виды должны проживать на высоте от 1500 до 1900 метров (от 4900 до 6200 футов). Глобальное потепление может сдвинуть эту черту выше до тех пор, пока у этих видов больше не останется убежища.
Деградация среды обитания гавайских цветочниц также стала основной причиной радикального сокращения их популяции. Колонизация Гавайских островов привела к обширной вырубке лесов, уступившей место сельскому хозяйству, скотоводству и прочему развитию. Кроме того, там, где леса все ещё нетронуты, завезённые домашние свиньи и козы нанесли значительный ущерб среде обитания. К другим деструктивным инвазивным видам относятся кошки, которые питаются птицами, особенно теми, которые наивны по отношению к хищникам (например, гавайские цветочницы).
Усилия по сохранению оставшихся видов представляют большой интерес, и было описано несколько различных методов.

### Уничтожение переносчика
Существует несколько стратегий уничтожения комаров, которые включают сокращение мест размножения комаров с помощью: химических и биологических средств контроля, генетического манипулирования популяцией и удаления диких копытных из критических лесных местообитаний. Цель состоит в том, чтобы уничтожить популяции комаров с помощью коллективного иммунитета, который не требует невыполнимого искоренения каждого отдельного комара. Другая стратегия требует выпускать генетически модифицированных стерильных самцов комаров в дикую природу каждое поколение, и, как следствие, популяции комаров со временем сокращаются.

### Разведение в неволе
Во многих случаях защита среды обитания не происходит достаточно быстро для находящихся под угрозой исчезновения гавайских цветочниц, чтобы удержать свои популяции на плаву. Зоологическое общество Сан-Диего и Фонд Перегрина разработали программы управления, направленные на разведение этих видов в неволе и их возвращение в дикую природу. Как сообщалось в 2000 году, основная задача программы заключалась не в успешном разведении птиц в неволе, а в поиске подходящей среды обитания для их выпуска. Таким образом, прежде чем можно будет обеспечить реализацию программы разведения, необходимо строго обеспечить управление средой обитания и её восстановление.

### Очистка среды обитания от инвазивных видов
Гавайские цветочницы обычно являются специалистами как по питанию, так и по среде обитания. Это сделало их очень уязвимыми прямо и косвенно для генералистов, которые были завезены на острова. Другие птицы создали прямую конкуренцию за ресурсы с цветочницами, а также принесли болезни (например, птичью малярию). Однако удаление интродуцированных птиц затруднено из-за их недоступности для человека и высокой способности к расселению. К интродуцированным копытным относятся свиньи и козы. Удаление крупных позвоночных животных требует как ограждения, так и непосредственного удаления животных. В местах, где были вывезены свиньи, растительность начала восстанавливаться. Однако численность гавайских цветочниц всё ещё снижается, и это может быть связано с завезёнными хищниками: дикими кошками, маленькими азиатскими мангустами и тремя видами крыс.

## Надежда: зелёная амакихи
Зеленая гавайская древесница (Chlorodrepanis virens) — один из семи существующих видов цветочниц на острове Гавайи. Это небольшой генералист, который исторически демонстрировал высокий уровень смертности из-за заражения птичьей малярией. Удивительно, но они были обнаружены на высотах ниже 400 метров (1300 футов), несмотря на то, что они подверглись воздействию патогена. 90 % этих птиц показали, что они заразились этой болезнью и выжили. Это открытие повысило вероятность того, что у данного вида может развиваться устойчивость к малярии, однако это может быть только локальным явлением.